# King Alfred’s Tower

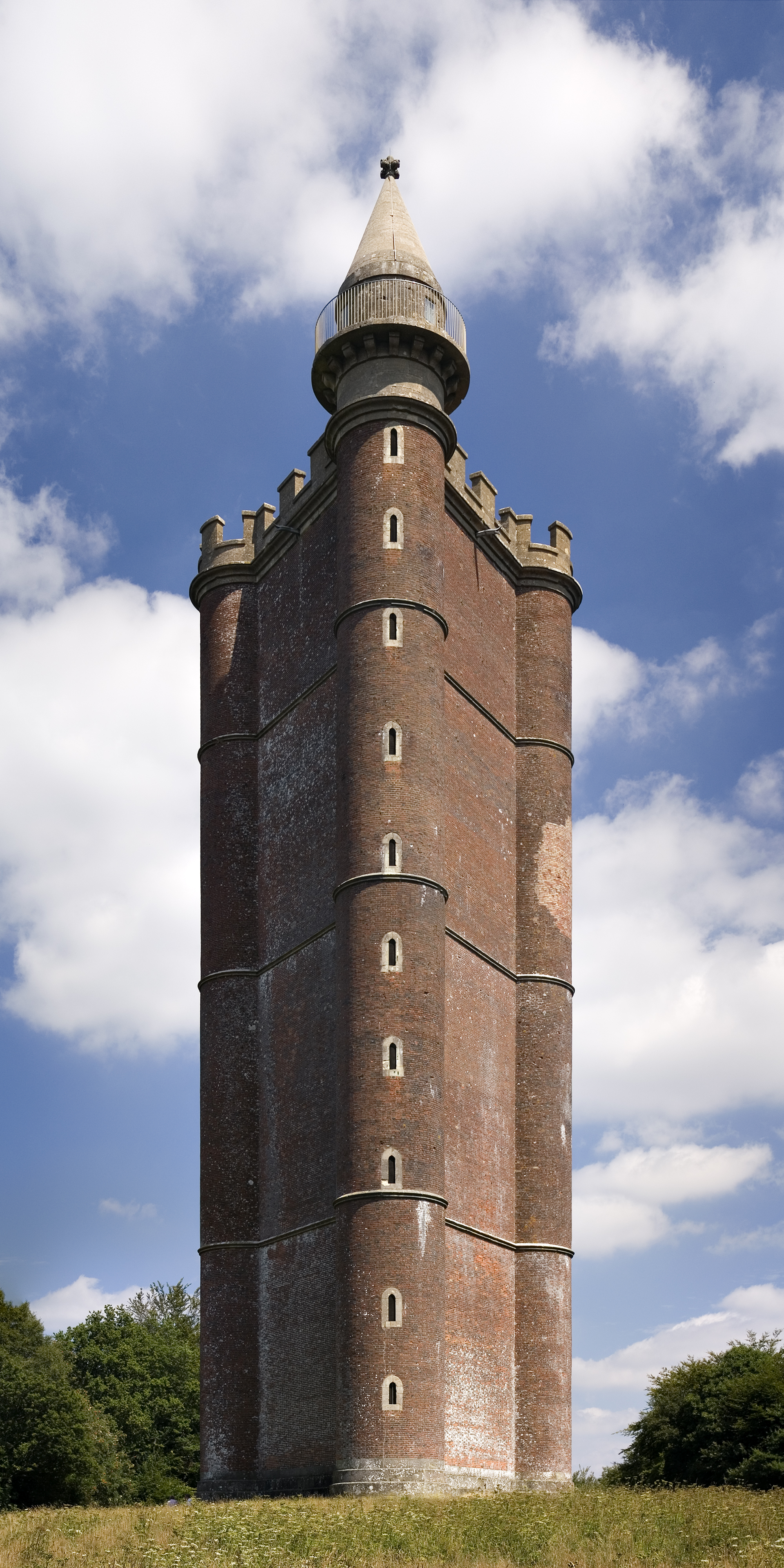
King Alfred’s Tower von Westen

King Alfred’s Tower ist ein Folly in Somerset, an der Grenze zu Wiltshire auf dem Landgut Stourhead in England. Der Turm steht auf dem Kingsettle Hill und gehört dem National Trust. Er ist ein denkmalgeschütztes Gebäude (Klasse I).
Henry Hoare II plante den Turm in den 1760er Jahren zum Gedenken an das Ende des Siebenjährigen Kriegs gegen Frankreich und den Beitritt von George III. Es wurde in der Nähe von Egbert's Stone errichtet, wo der Überlieferung nach Alfred der Große die Angelsachsen im Jahr 878 vor der Schlacht von Edington zusammenscharte. 
Der Turm wurde 1944 beschädigt, als ein Flugzeug des Typs Noorduyn Norseman einschlug. In den 1980er Jahren wurde er restauriert.
Der dreieckige Turm ist rund 40 Meter hoch, innen hohl und wird mittels einer Wendeltreppe im westlichen Eckvorsprung erschlossen. Eine Statue mit Inschrift erinnert an König Alfred.